# Секта

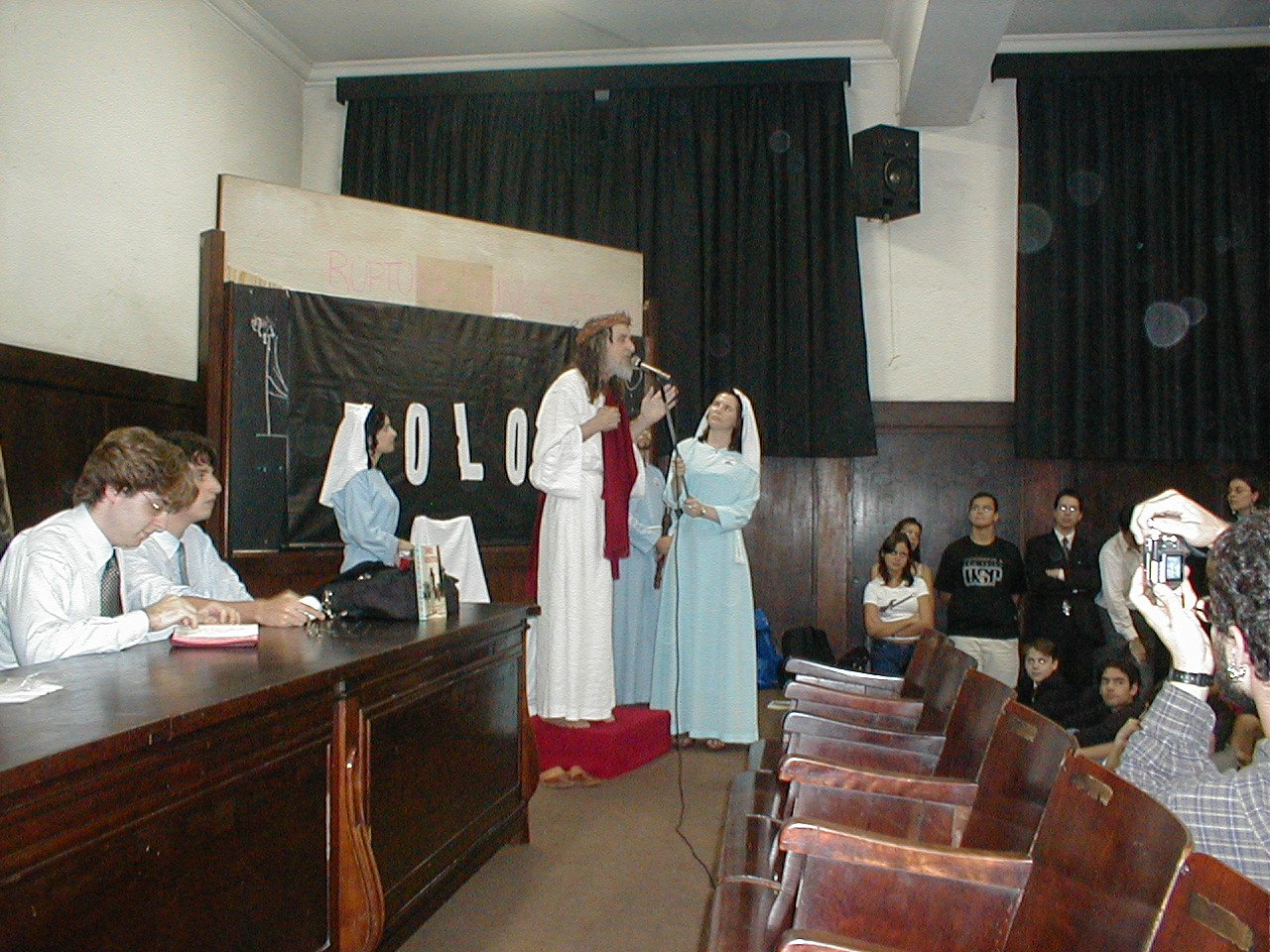
Виступ Інрі Крісто, засновника Верховного Всесвітнього Ордена Святої Трійці

Се́кта (лат. secta — школа, вчення, напрям, від лат. sequi — слідувати) — релігійне об'єднання, що відділилося від панівного релігійного напряму й характеризується відокремленим від нього існуванням, запереченням частини віровчення та обрядів при використанні основи віровчення тієї релігії, від якої походить. Від деномінації відрізняється більшою ізольованістю, закритістю для взаємодії з іншими релігійними об'єднаннями та державними органами. В англомовній термінології терміну «секта» відповідає «культ» (англ. cult). В переносному значенні секта — відокремлена група осіб, що замкнулася в своїх вузьких групових інтересах; деструктивна або тоталітарна організація.
Більшість сучасних релігій виникли свого часу як сектантські утворення попередніх релігій: буддизм — у брахманізмі, християнство — в юдаїзмі тощо. Релігійні секти є перехідною стадією у становленні майже всіх релігій, супутником усіх традиційних церков, своєрідною формою протесту проти усталеного релігійного консерватизму і ригоризму чи, навпаки, модернізму і пристосовництва.

## Етимологія
Латинською мовою «секта» (secta) означає групу в релігії чи філософії, зокрема єретичну. Давніше значення — «школа, вчення, напрям», буквально «дорога, протоптаний шлях», жіноча форма слова sectus, від sequi — «слідувати». Воно своєю чергою походить від праіндоєвропейського *sekw- — «слідувати». Водночас «секта» (secta) означає «відрізати» і в цьому проявляється омонімія. Тобто, це два різних слова, що однаково пишуться та звучать.
З 1570-х років слово «секта» пов'язується в контексті протестантизму і з «відрізанням» групи вірян від панівної течії також. На території Російської імперії «секта» набуло негативного змісту, сектантами там називали невизнані державою релігійні організації, що автоматично вважалися «шкідливими». Ця тенденція продовжилася за Радянського Союзу як частина антирелігійної пропаганди, в межах якої до сект могли належати тільки «відсталі», «контрреволюційні» елементи суспільства.

## Підходи до визначення
Згідно з Українською релігієзнавчою енциклопедією, секта — це об'єднання вірян, що склалося як опозиція до панівного в країні релігійного напряму. Виникнення сект закономірно настає в міру розвитку будь-якої релігії та є формою протесту.
Юридична енциклопедія містить визначення релігійної секти: «загальна назва різних течій і об'єднань віруючих, які на ґрунті догматичних, культових чи організаційних відмінностей відокремлюються від традиційної чи автохтонної релігії і церкви».
Кембриджський словник визначає секту як релігійну групу, що відокремилася від більшої релігії та вважається такою, що має екстремальні або незвичайні вірування чи звичаї. Подібно визначає секту словник «Британіка». Секта позиціює себе як більш «правильну» версію вже наявної релігії та прагне вдосконалити її замість започатковувати нову.
Розрізнення церкви від секти — поширена проблема в соціології. Макс Вебер пропонував розрізняти церкву та секту на підставі входження до них: членство в церкві зазвичай отримується за традицією, від народження, а входження до секти відбувається добровільно. Ернест Трьольч додав ступінь пристосування до суспільної моралі: церква за своєю суттю консервативна, схильна шукати союзу з вищими класами суспільства та прагне домінувати над усіма суспільними елементами, тоді як секта перебуває в напрузі з поточними суспільними цінностями, відкидає будь-які компроміси зі світським порядком і, як правило, складається з незаможних людей. Гельмут Річард Нібур розглядав церкву та секту як протилежні стани розвитку релігійної групи. Секта — це група протесту, що відділилася від церкви в пошуках більш автентичного релігійного досвіду. Секта за своєю суттю нестабільна, і, розростаючись, уподібнюється до церкви; коли вона стає сталою інституцією, характеризується компромісом і примиренням, тоді, своєю чергою, наражається на нові розкольницькі виклики.
Джон Мілтон Інґер окреслив шість градацій релігійних організацій: світова церква (наприклад, Римо-католицька церква), еклезія, під якою він розумів усталені національні церкви (наприклад, англіканська церква, російська православна церква), деномінація (наприклад, баптисти, пресвітеріани), усталена секта (наприклад, адвентисти сьомого дня, квакери), секта (наприклад, багато п'ятидесятників) і культ (наприклад, саєнтологія).
Сектами в середовищі нефахівців часто називаються релігійні рухи, що мають злочинні прояви, чия діяльність загрожує фізичному та психічному здоров'ю людей. Релігійний фанатизм чи екстремізм проте не є визначальною рисою сект і описи новітніх релігійних рухів як «сект» часто належать їхнім ідейним противникам, зацікавленим у їхній дискредитації. На позначення релігійних (або які вдають із себе релігійні) організацій, чия ідеологія та мета суперечать національним інтересам держави та становлять загрозу громадському порядку, миру, безпеці, здоров'ю та моральності суспільства, нерідко використовується поняття «деструктивна секта» чи «деструктивний культ». Подібні організації, в яких практикується контроль над усіма сферами життя учасників, називаються «тоталітарними сектами».
«Енциклопедія світових проблем і людського потенціалу» визначає культ як релігійну групу, що вимагає від своїх членів цілковитої відданості абсолютистським переконанням і авторитарним лідерам, регламентованим організаціям і девіантному способу життя; практикує серед своїх новобранців «промиванню мізків», розриває їхні сім'ї та експлуатує їхню працю та майно, сексуально експлуатує членів, вбиває опонентів і займається обманом. Таке визначення відповідає поширеному поняттю «деструктивної секти».

## Законність сект
Існують держави, де панівна церква привілейована, а всі інші релігійні об'єднання мають нижчий статус або навіть переслідуються. Більш демократичні держави не обмежують діяльність релігійних організацій, якщо вони прямо не порушують закон. Так, в Еритреї офіційно визнані лише чотири релігійні групи: еритрейська православна церква, сунітський іслам, Римо-католицька церква та Євангелічно-лютеранська церква Еритреї. Інші релігійні групи не можуть зареєструватися і вважаються незаконними. Узбекистан криміналізує діяльність незареєстрованих релігійних груп. Уряд Китаю криміналізує групи, які вважаються «культовими організаціями». До них входять рух Фалуньгун і кілька християнських груп корейського походження (Церква об'єднання, Місія Дамі, Світова асоціація Іллі). Подекуди звичаї, які вважаються частиною народних або корінних релігій, заборонені. Так, у Камеруні, Центральноафриканській Республіці та Танзанії заборонено чаклунство. На Ямайці криміналізовані афро-карибські релігійні практики обеа та мялізм. У Марокко заборонено громадський рух з ісламським корінням під назвою Організація справедливості та благодійності.
Згідно з Pew Research Center в 2019 році в 41 державі заборонили принаймні одну релігійну групу. Серед груп, які найчастіше заборонялися, були Свідки Єгови та бахаї.
Протидія окремим злочинам, які можуть широко практикуватися сектами, може передбачатися спеціальними законами. Наприклад, в Японії діє закон, який забороняє релігійним та іншим групам використовувати примус або погрози для збору коштів у послідовників; забороняє просити в учасників позичати гроші або продавати нерухомість та інші активи на користь групи. В інших випадках секти можуть зазнавати репресій на практиці, хоча формально бути дозволеними, як у Росії, де практикується переслідування релігійних груп, які не належать до російської православної церкви. В США декілька релігійних груп визнані як злочинні організації. При цьому свобода віросповідання зазвичай не допускає превентивних дій і заборона починає діяти після вчинення злочинів з дозволу чи наказу керівництва групи.
В українському законодавстві термін «секта» відсутній. Українське законодавство захищає рівність представників різних релігій та їхнє право на проведення релігійних обрядів і вшанування святинь. Однак діяльність громадських об'єднань, зокрема релігійних, може бути заборонена згідно зі статтею 181 Кримінального кодексу України «Посягання на здоров'я людей під приводом проповідування релігійних віровчень чи виконання релігійних обрядів». Також діяльність сект і інших релігійних груп може обмежуватися місцевими органами влади. Наприклад, заборонятися масові заходи на певних територіях.

## Секти українського походження

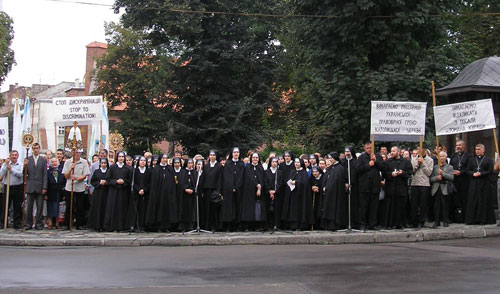
Маніфестація вірян УПГКЦ

- Догналіти (УПГКЦ) — офіційно не визнана релігійна організація, що виділилася з Української греко-католицької церкви у 2008—2009 роках. Названа за іменем засновника — Іллі Антоніна Догнала.
- Духовний центр «Відродження» — сучасне українське харизматичне утворення, що копіює відомі світові аналоги. Засноване Володимиром Мунтяном в 1997 році. Налічує 320 філій в Україні, Росії та Білорусі. Переважно діє в Україні, а також у пострадянських країнах.
- Інокентіївці — православна секта, що зародилася на початку XX століття на півдні України та в Молодові. Названа за іменем її засновника, ієромонаха Інокентія, що називав себе «втіленням Духа Святого». Відома пропагандою аскетизму, спокутувальних страждань і самогубств.
- Посольство Боже — християнська релігійна організація, заснована 1994 року в Києві емігрантом з Нігерії Сандеєм Аделаджою.
- Білий Лотос (школа Ша-Фут-Фань) — необуддистська релігійна організація, що була заснована 1991 року Володимиром Скубаєвим. Віровчення «Білого лотоса» ґрунтується на східних релігійних навчаннях буддистського спрямування (швидше — псевдобуддизм). Символ організації — зображення п'яти «котів» (звірів із сімейства котячих: тигра, леопарда, ягуара, пантери та чорного кота).